# Pays Chelgen
Le Pays Chelgen est l'un des « pays » traditionnels de la Bretagne historique, situé dans le Haut-Léon, autour de la ville de Landivisiau et allant de Landerneau à Morlaix, sa limite sud correspondant au versant nord des Monts d'Arrée.

Le Pays Chelgen, un des "pays" traditionnels de Bretagne

## Description
Chaque « pays breton » (bro en breton) correspond à un domaine vestimentaire, linguistique, musical, différent de ceux de ses voisins. Le Pays Chelgen (dénommé aussi parfois Pays juloded) correspond en gros à la région principalement concernée par le travail et le commerce du lin et du chanvre, du cuir aussi, du XVIe siècle au XIXe siècle qui a enrichi une aristocratie relativement fermée de familles paysannes entreprenantes (les juloded) et permis de financer les enclos paroissiaux. L'association « Dourdon » a recensé dans les inventaires après décès, dans le cadastre napoléonien et dans des enquêtes sur le terrain, plus de 400 kanndi dans le Pays de Landerneau-Daoulas.

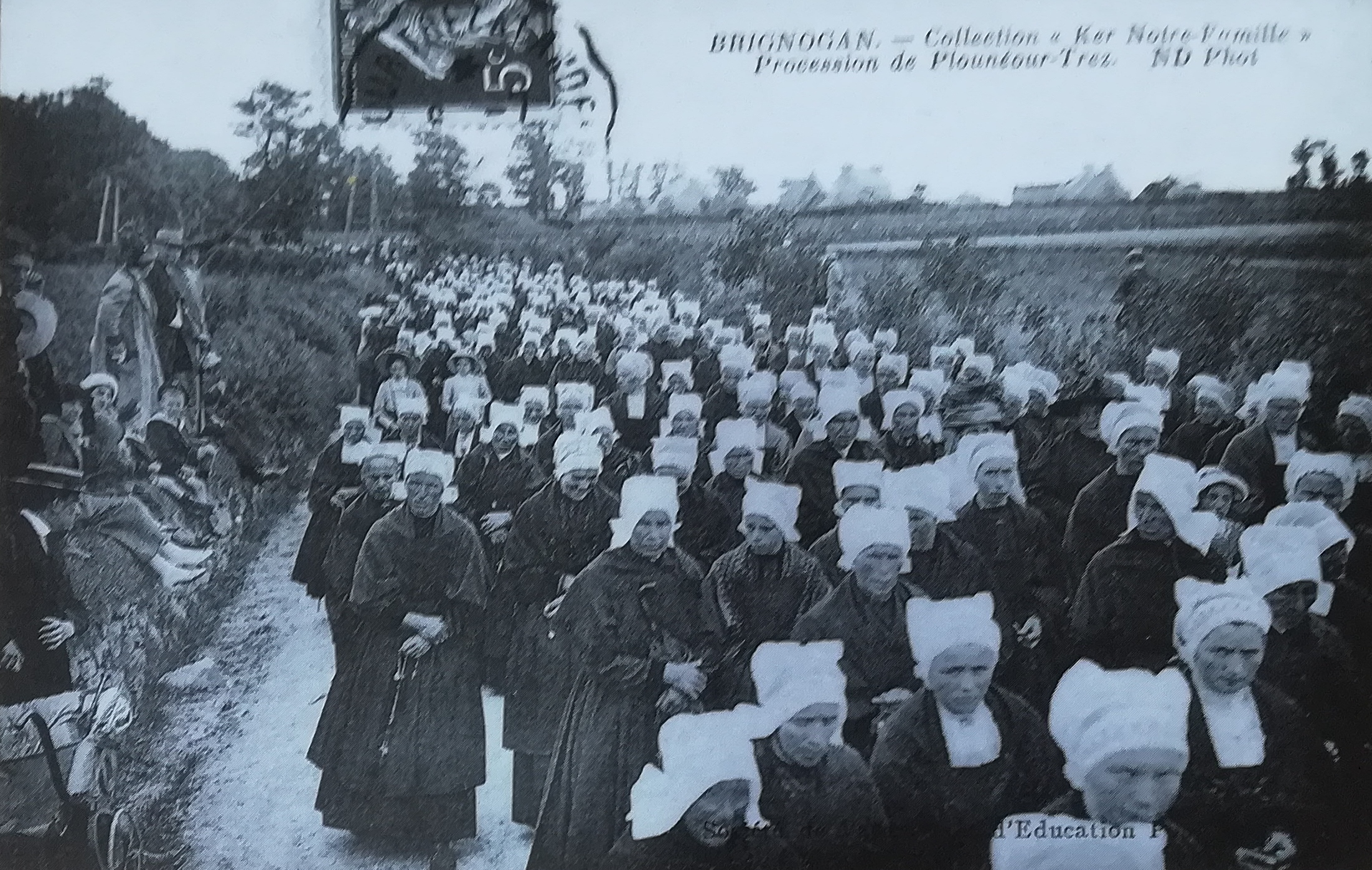
Procession à Plounéour-Trez en 1910 (les femmes portent presque toutes la coiffe du pays chelgen).

Le Pays Chelgen correspond avant tout à une mode vestimentaire, ainsi décrite: 

« La mode vestimentaire du Pays Chelgen est très caractéristique, conservant sous une forme peu évoluée, l’habit dit « à la française » du XVIe siècle, aux longues basques, aux poches dentelées, et aux nombreux boutons brodés. On a donné à cette mode le nom de « Julod » mais son véritable nom est « Justinock ». Les principales pièces de ce costume sont le chapeau à guide en peau de taupe ou de castor, le gilet orné de multiples boutons (brodés au fil de soie, ouvert sur une chemise à plastron), un turban serré à la taille, un pantalon rayé ou noir. »

« Les femmes portaient, vers 1880-1900, la coiffe appelée « Sparl » ou « Tintaman » est maintenant en filet le plus souvent brodé, le châle est également brodé et les plis quatre vers 1880, trois vers 1900) et laissent largement apparaître une guimpe en tulle brodé ou en tissus damassé, la jupe est longue et le tablier à piécette est toujours sobre bien que ponctuellement, certaines femmes arboraient des tabliers en satin broché ou en satin très simplement brodés. »

Les habitants du pays Chelgen ont abandonné les costumes et les coutumes traditionnels dans la décennie 1970 pour les derniers d'entre eux. 
Le cercle celtique de Saint-Thégonnec porte le costume du Pays Chelgen : les hommes portent le costume des années 1900, les filles quant à elles portent le costume de cérémonie des années 1900-1910 ; le costume des femmes est noir et celui des jeunes filles est de couleur.
Les danses caractéristiques du Pays Chelgen sont disponibles sur un DVD.
Le Kilhou Kozh, ou « quilles anciennes », est un jeu traditionnel du Pays Chelgen, dont les premières traces remontent au XIe siècle.

## Liste des paroisses du Pays Chelgen
Selon Yves Le Gallo, la liste des paroisses et trèves du Pays Chelgen est la suivante :
- Le Tréhou et sa trève de Tréflévénez
- Ploudiry et ses trèves de La Martyre, La Roche-Maurice, Loc-Éguiner et Pencran
- Plounéventer et sa trève de Saint-Servais
- la trève de Bodilis (sans sa paroisse-mère de Plougar)
- la trève de Landivisiau (sans sa paroisse-mère de Plougourvest)
- Guiclan
- Guimiliau et sa trève de Lampaul-Guimiliau
- Saint-Thégonnec
- Pleyber-Christ
- Sizun et sa trève de Locmélar
- Commana et sa trève de Saint-Sauveur
- Plounéour-Ménez et sa trève de Loc-Éguiner-Saint-Thégonnec

## Association
L'association Bro Chelgen, dont le siège se trouve à Locmélar, a pour but « la promotion et développement de la langue et la culture bretonne sous tous ses aspects sur le Pays Chelgen ». L’originalité de cette association est d’être une fédération d’associations locales qui compte à l’heure actuelle douze associations telles que Dastum Bro Leon, trois associations de Sizun : Tantad, le « comité d’animation », et le cercle celtique Lapoused Ar Menez, le « comité d’animation » de Guimiliau, « Les amis de Sainte-Anne en Judée » de Lampaul-Guimiliau, le « Club des Ainés Ruraux » et le « comité d’animation » de Locmélar, le « cercle Krog Mad » de Guiclan, Spered ar Vro de Bodilis, Hent Telenn Breizh de Plounéour-Ménez ainsi que Skol Diwan de Commana.